# Стрелка (Нижний Новгород)
Стрелка Оки и Волги (чаще просто Стрелка) — одна из главных природных достопримечательностей в историческом центре Нижнего Новгорода и один из символов города. Находится в месте слияния рек Оки и Волги.

## Описание
Стрелка представляет собой мыс в месте слияния рек Оки и Волги. С XVI века здесь был основной порт Нижнего Новгорода, развитию этого места способствовал перенос в город Макарьевской ярмарки. В советские годы здесь находился порт для грузовых судов, прибывавших в Нижний Новгород и отправлявшихся из него, поэтому территория долгое время была не доступна для свободного посещения.
Стрелка представляет собой благоустроенную общественную территорию в Канавинском районе Нижнего Новгорода. Здесь располагается собор Александра Невского и памятник князю-полководцу, культурный центр «Пакгаузы» с ажурными металлическими конструкциями времён Всероссийской выставки 1896 года, отреставрированная Ярмарочная фильтровальная станция и арт-объект в виде Шуховских башен.
В 2015—2018 годах на территории Стрелки был построен стадион для проведения Чемпионата мира по футболу. 12 июня 2018 года состоялось открытие одноимённой станции метро. В 2022 году начались работы по возведению ледовой арены.

## История

### Русское царство и Российская империя

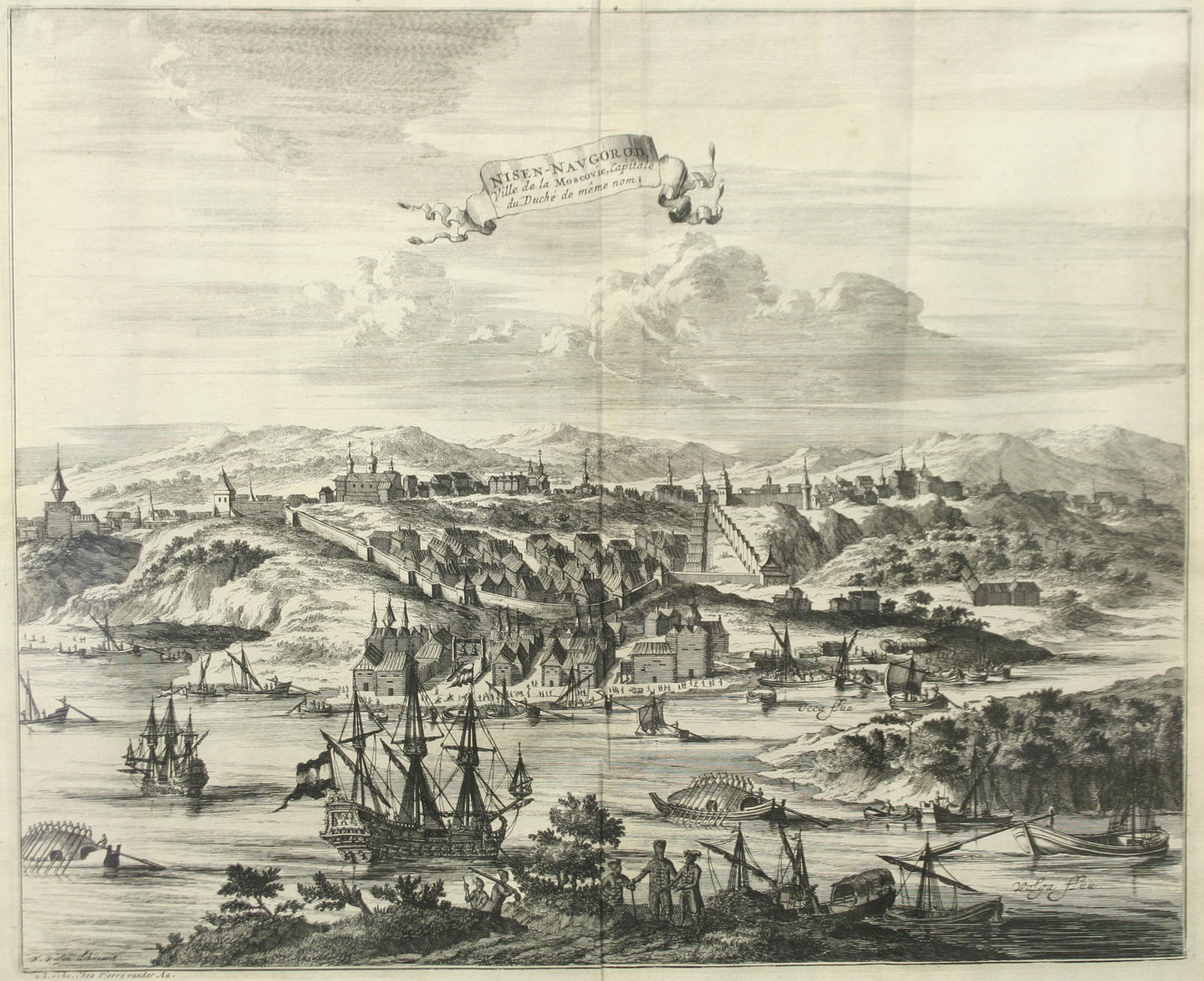
Вид на Нижний Новгород со стороны Стрелки, на которой причалены различные суда. Питер Ван дер Аа. 1727 год

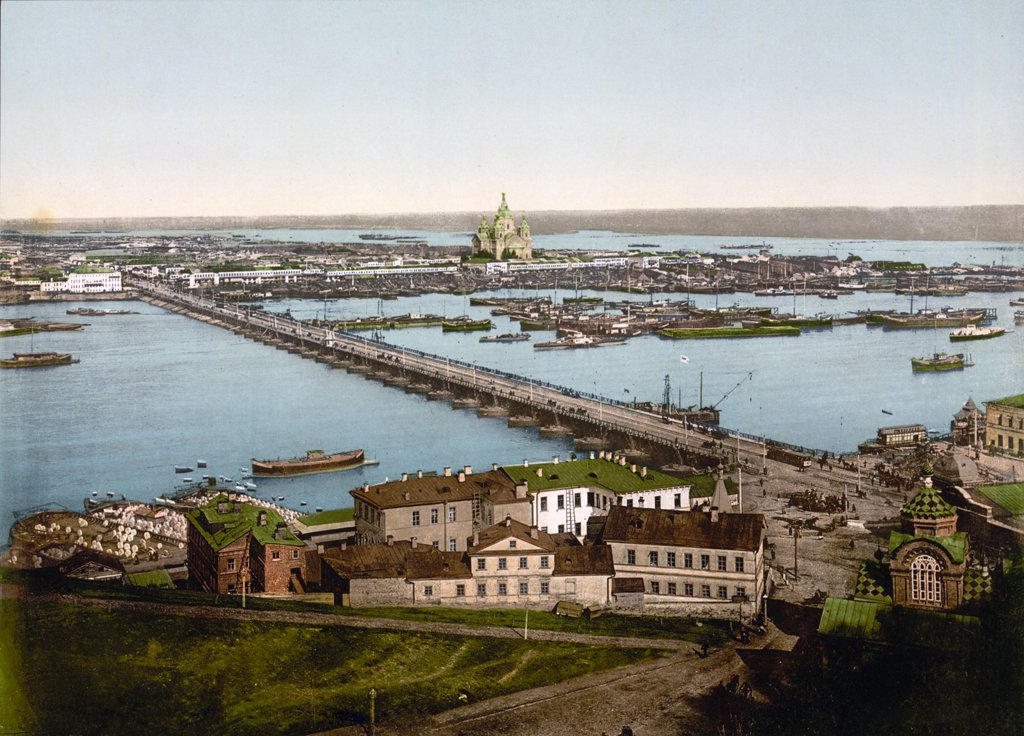
Вид Стрелки и недавно построенного собора Александра Невского. Андрей Карелин и Иван Шишкин. 1880 год.

Во времена Русского царства нижегородская Стрелка была центром Стрелицкого стана Нижегородского уезда. Отсюда же пошло её название. Позже она начала формироваться как речной порт. Это место оказалось удобным для разгрузки и погрузки кораблей и различных торговых судов, прибывавших в Нижний Новгород по Оке и Волге. Низинное место на пересечении двух рек стало наиболее выгодным для строительства причалов, чем высокий нижегородский холм. Были образованы Сибирские пристани на берегу со стороны Волги.
При Российской империи к пристаням на волжском берегу были добавлены новые пристани со стороны Оки — Петербургские. Новой фазой развития Стрелки как речного порта стал перенос ярмарки из Макарьева в 1817 году. С тех пор грузовой оборот водных путей был выше 70 миллионов пудов. В 1880 году на Стрелке был построен Александро-Невский (Новоярмарочный) собор.
Во время проведения Всероссийской промышленно-художественной выставки в 1896 году на ней были построены разнообразные гостиные дворы, выставочные павильоны, а также запущен первый трамвай, соединивший город с ярмаркой. Это событие полностью преобразило Стрелку, сделав её одним из самых оживлённых мест Кунавинской (Канавинской) слободы, которая тогда ещё не входила в состав Нижнего Новгорода.

### Советский период

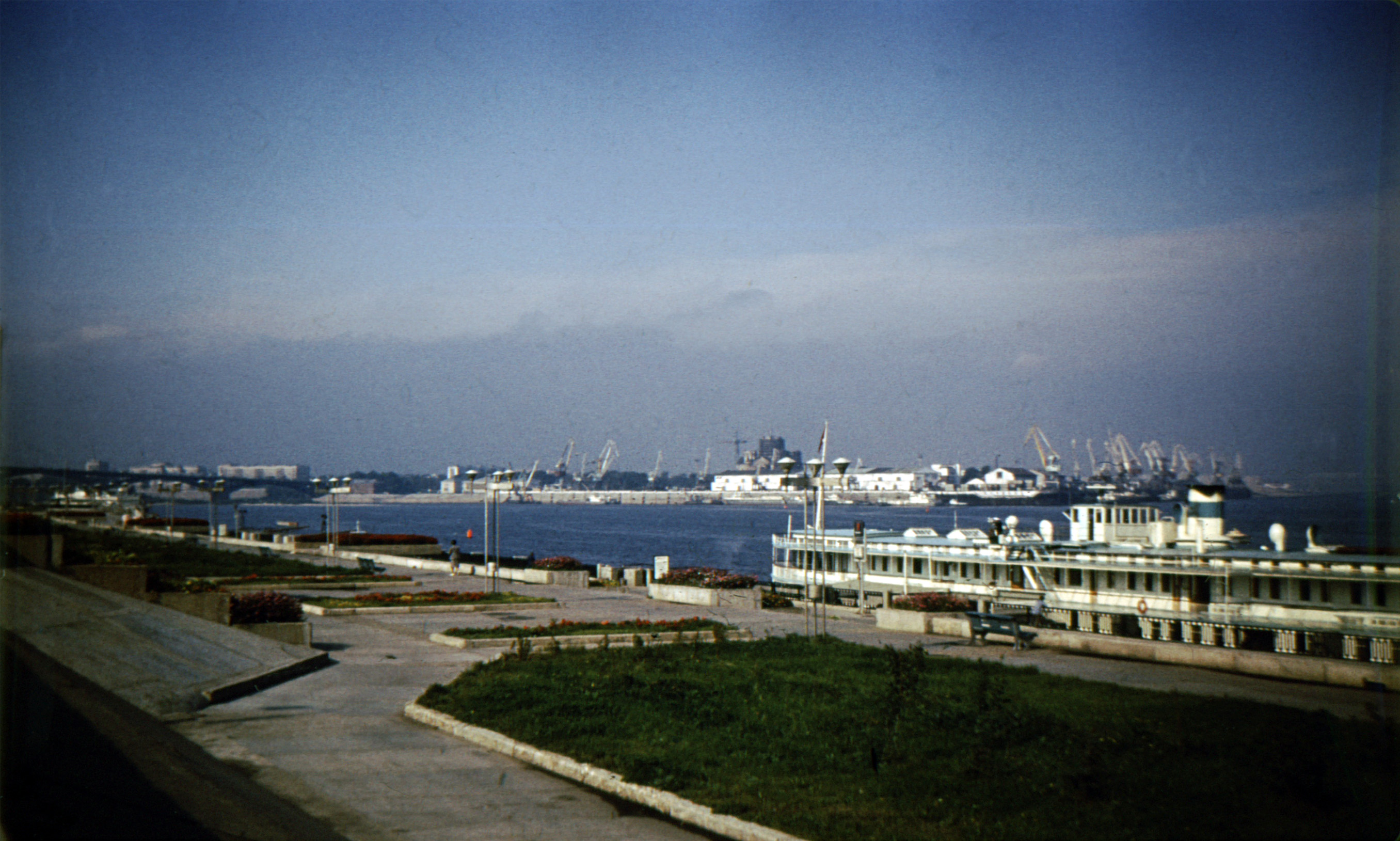
Вид на Стрелку с Нижне-Волжской набережной, тёмно-серое здание в центре — Александро-Невский собор (1985)

Во времена Советского Союза на территории Стрелки произошли крупные изменения. 5 февраля 1918 года было образовано единое управление пристанями. В 1932 году на её площади был построен большой грузовой порт. В конце 1930-х годов, начался демонтаж Александро-Невского собора, на месте которого планировалось возвести гигантский памятник-маяк В. И. Ленину. Однако были разобраны лишь его шатры. Здание собора было то складом, то жильём, то местом по переработке рыбы, а пожар 1940 года уничтожил интерьер и роспись.
Во время Великой Отечественной войны на крыше собора, на месте центрального шатра, был установлен зенитный пулемёт, для отражения атак немецкой авиации на порт. Оборона Стрелки не позволила Люфтваффе сбросить ни одной бомбы на территорию порта и Окский мост.
После войны порт на Стрелке стал наращивать свой оборот и стал одним из крупнейших в истории Советского Союза. Во времена Холодной войны на Стрелке была построена сеть подземных противоядерных бункеров. В 1983 году началась реставрация Александро-Невского собора по проекту архитекторов Ольги Сундиевой и Ирины Агафоновой. Многое пришлось восстанавливать по фотографиям. К 1990 годам возобновили богослужения, а к 2006 году собор был полностью восстановлен, началась роспись внутренних сводов храма.

### Современность

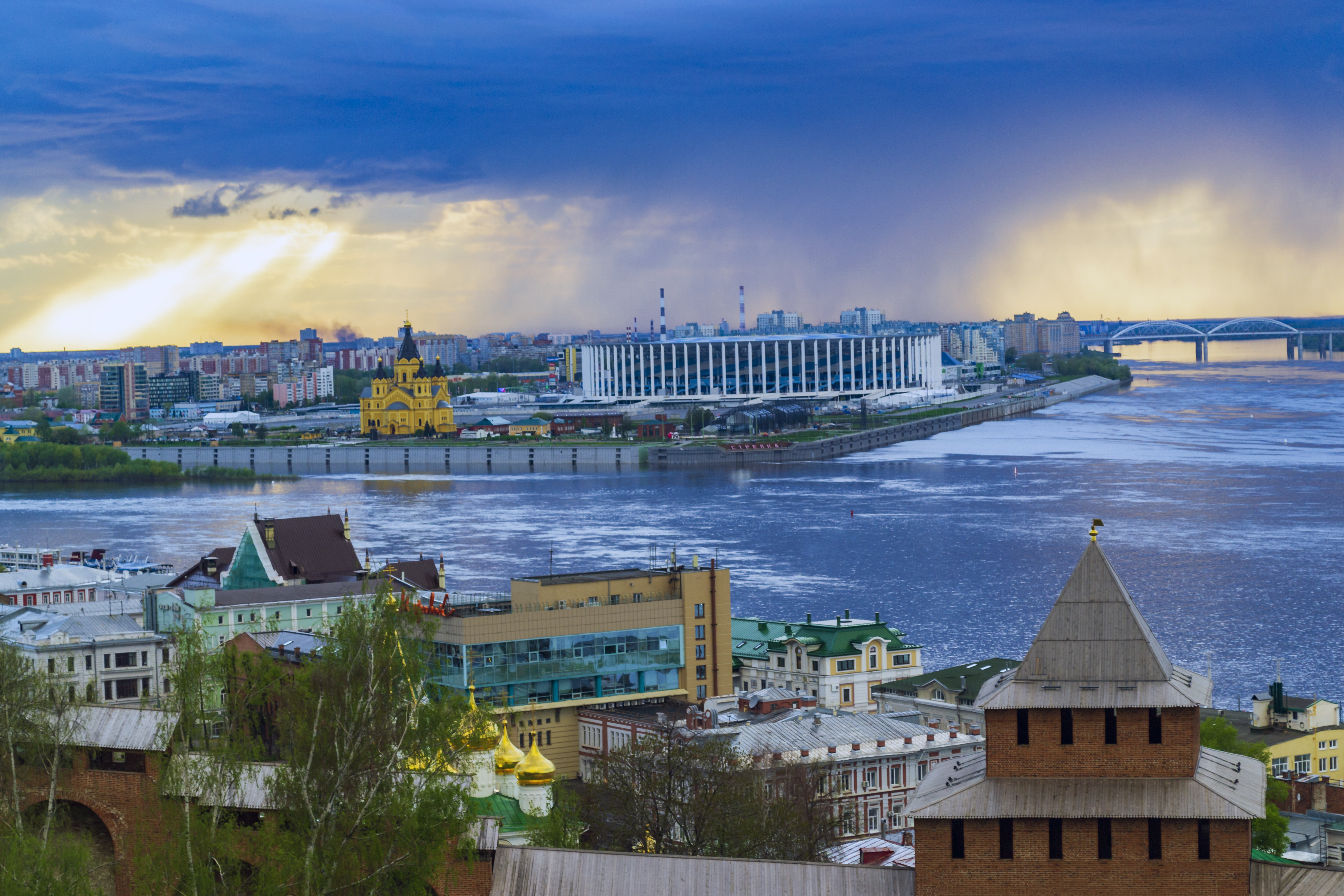
Вид на Стрелку из Кремля, 2022 год

После распада СССР порт на Стрелке был приватизирован. Территория вокруг него стала застраиваться частными постройками и гаражами, а также обрастать зарослями и мусором. В 90-е годы городскую администрацию и местных жителей не волновал вопрос о внешнем виде Стрелки. Была завершена реставрация Александро-Невского собора.
Ситуация изменилась в начале 2000-х годов, когда началась застройка пустыря возле порта. Вначале был построен микрорайон «Седьмое небо», чуть позже рядом открылся одноимённый гипермаркет. Планы по развитию этой территории были включены ещё в генплан 80-х годов, предусматривающий строительство жилых массивов и новой трассы на набережной Волги. Территория продолжала застраиваться новыми домами, дорогами и прочей инфраструктурой. В начале 2010-х годов появились планы застройки территории под торгово-деловой центр «Стрелка-Сити». Однако в 2015 году стало известно, что на территории Стрелки будет построен стадион к чемпионату мира по футболу в 2018 году, а территория вокруг него будет полностью реконструирована. В том же году речной порт был перенесён, а его функции распределили между городами Кстово, Бор и другими.

Вид на территорию Стрелки. Идёт строительство стадиона «Нижний Новгород», 2016 год

К Чемпионату мира по футболу на территории Стрелки провели временное благоустройство: демонтировали ветхие здания, вывезли мусор, высадили газон и кустарники, обустроили пешеходные дорожки, около собора Александра Невского появилась большая парковка.
Осенью 2016 года началось строительство шоссе на Волжской набережной от Стрелки вдоль микрорайона Мещерское озеро.
Во время реконструкции в бывшем порту были обнаружены ажурные металлические конструкции с выставки 1896 года, перенесённые на Сибирскую пристань и переделанные под склады в 1902 году. В 2017 году, благодаря действиям градозащитников, металлические конструкции удалось уберечь от сноса и придать им статус объекта культурного наследия регионального значения. Каркасы избавили от кирпичных стен и шиферных крыш. Был предложен ряд проектов современного использования индустриального наследия.
В 2020 году прошли работы по сохранению объекта культурного наследия регионального значения. Металлическим конструкциям вернули исторический вид. В рамках инфраструктурной программы «Символы 800» в 2021 году проведены основные работы по современному приспособлению объекта культурного наследия регионального значения «Металлические конструкции павильонов Центрального здания Всероссийских выставок 1882 и 1896 годов». Концепцию современного приспособления металлических конструкций двух павильонов под концертный зал и галерею разработало архитектурное бюро «СПИЧ» под руководством архитектора Сергея Чобана.
Рядом с ажурными конструкциями пакгаузов расположен ещё один уникальный объект культурного наследия — здание фильтровальной станции, построенное в стиле модерн в 1909 году. Здесь уже в 1911 году заработал метод фильтрации воды хлором, позволивший очищать до 400 тысяч вёдер воды в сутки и ставший настоящим спасением для города, где бушевала холера. Здание пережило многое и тоже было вспомогательной постройкой порта. Оно практически превратилось в руины — пришлось воссоздавать каждый элемент: от крыши и фасада до дверных проёмов.
Ещё одним открытием стали подземные бункеры, построенные во времена Холодной войны, на случай ядерного удара. Они были найдены в декабре 2016 года. Были высказаны предложения общественности об их сохранении и перепрофилировании под музей Холодной войны.

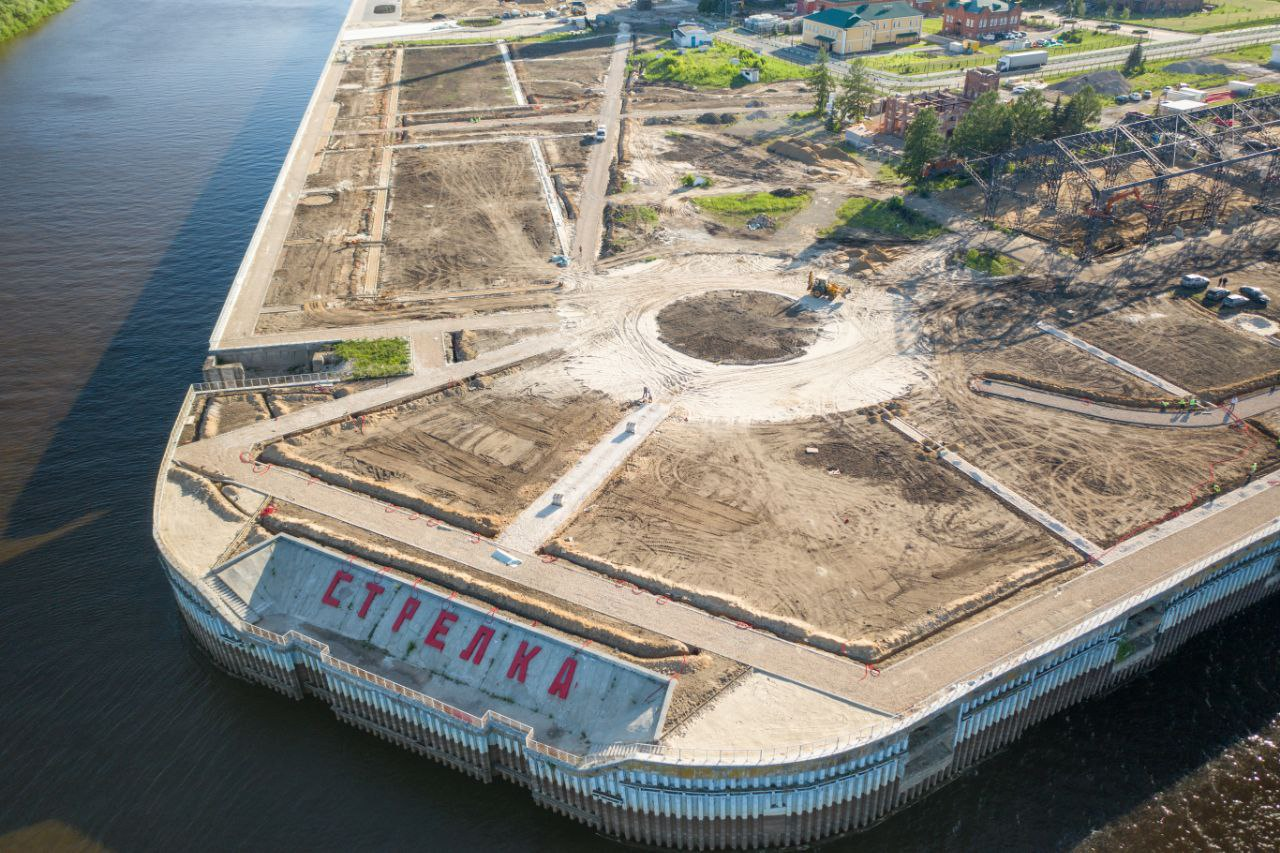
Начало работ по благоустройству территории Стрелки к 800-летию Нижнего Новгорода

Благоустройство территории Стрелки продолжилось к 800-летию Нижнего Новгорода в 2021 году в рамках инфраструктурной программы «Среда 800». Концепция благоустройства Стрелки была разработана студентами Нижегородского государственного архитектурно-строительного университета и доведена до профессионального уровня архитекторами Института развития городской среды Нижегородской области. Концепция разрабатывалась на основании предварительного анализа и комплексного исследования.
В 2021 году место, где ранее располагался порт, наконец стало открыто для свободного посещения. На территории создали дорожно-тропиночную сеть, сделали озеленение с сохранением и восстановлением существующих ландшафтных композиций, установили малые архитектурные формы и комфортную городскую мебель, продумали освещение. Были установлены качели, оборудованы смотровые площадки со скамейками. На мысе около исторической надписи «Стрелка» оборудовали амфитеатр, откуда открывается вид на Нижегородский кремль и исторический центр города.
Напротив пакгаузов установлен арт-объект в виде Шуховских башен. Именно в Нижнем Новгороде на выставке 1896 года инженер Владимир Шухов впервые продемонстрировал авторские новаторские конструкции, которые стали использовать в том числе для передачи радио- и телевизионного сигнала.
У кафедрального собора в 2021 году в честь 800-летия со дня рождения святого благоверного князя Александра Невского была установлена скульптурная композиция, ставшая первой конной скульптурой в Нижнем Новгороде. Внешний вид памятника продумал авторский коллектив под руководством скульптора, народного художника России Андрея Ковальчука. Место установки и финальный эскиз выбирали жители в онлайн-голосовании. Это единственный монумент князю Невскому в России, где он изображён без шлема. По задумке, в композиции памятника авторы хотели показать человека, который заканчивает земной путь и начинает небесный.
На фестивальной площади у мыса появилась сцена для небольших событий. Там же можно рассмотреть карту территории Нижегородской ярмарки конца XIX века.

## Фотогалерея

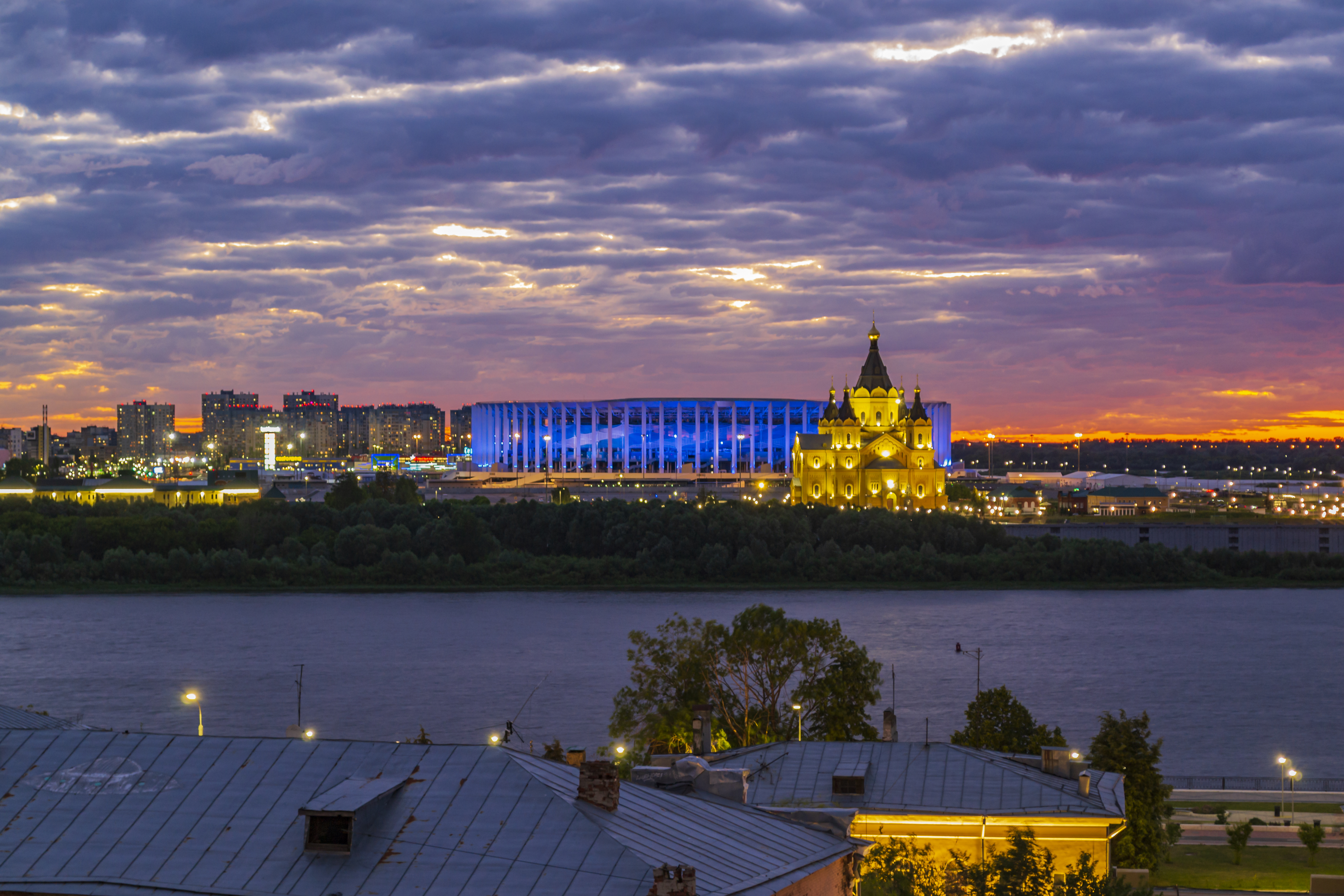
Вид на Стрелку, собор Александра Невского и стадион на закате (2022)
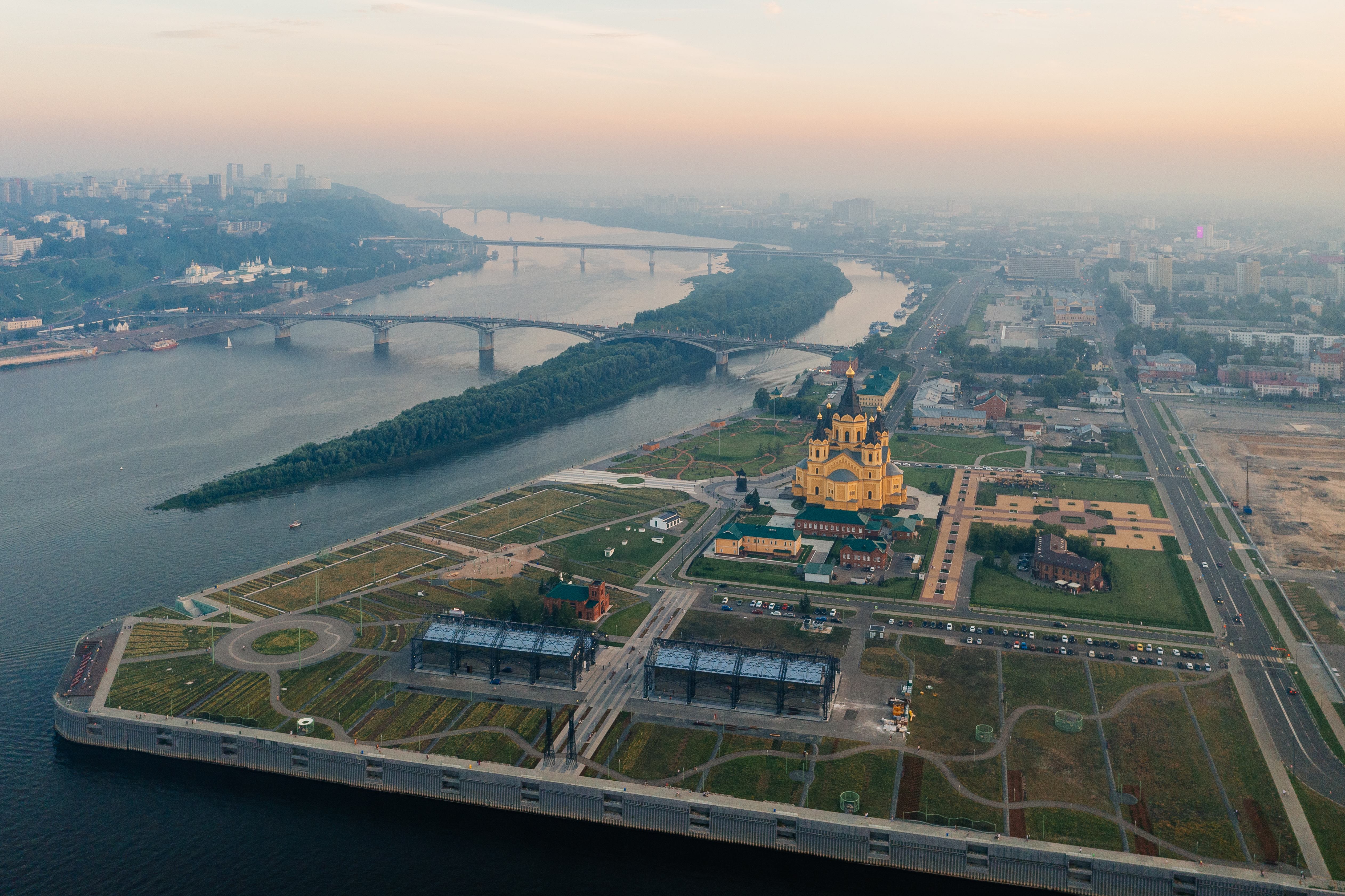
Вид на территорию Стрелки с высоты
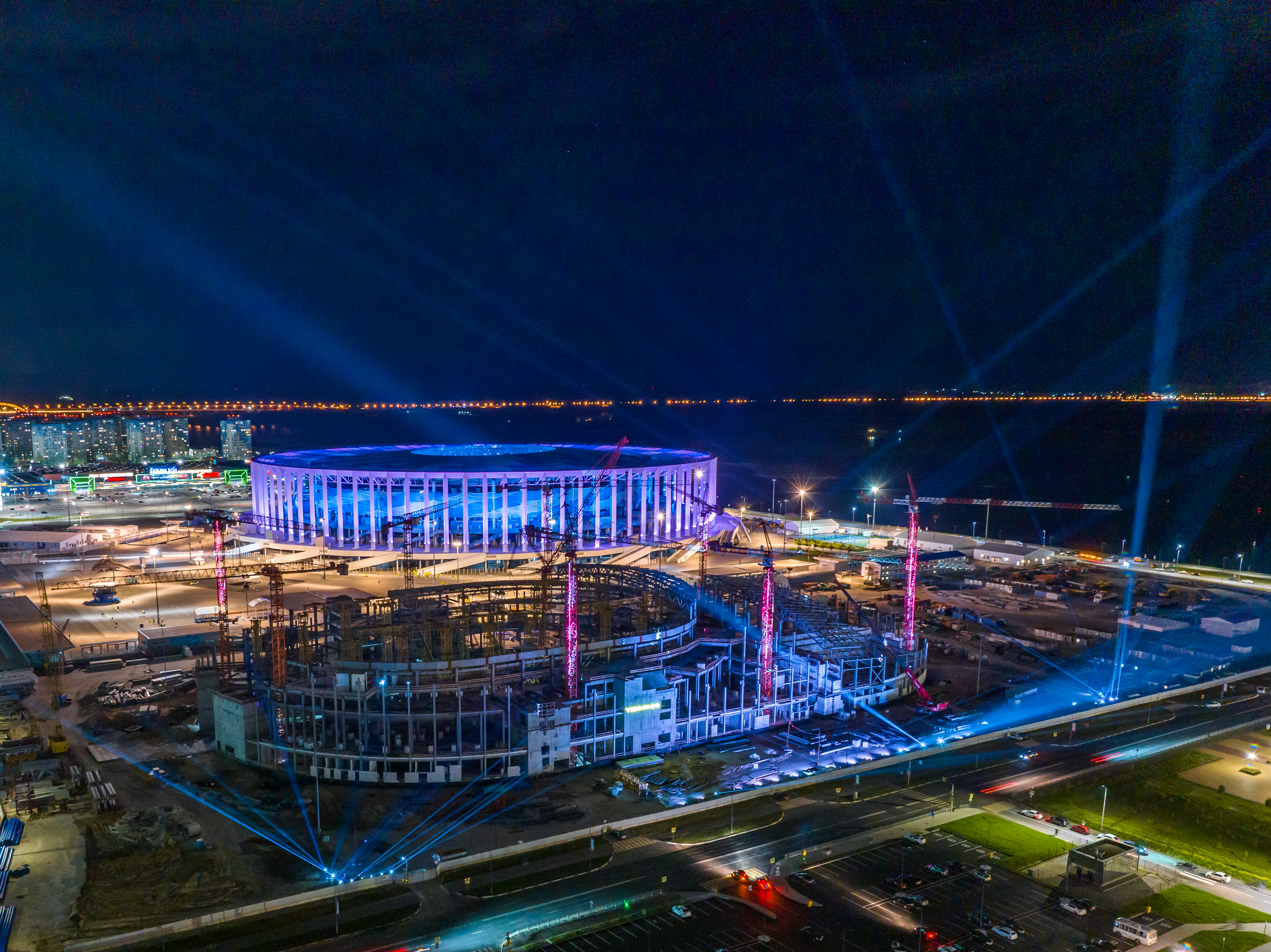
Вид на стадион и строящуюся ледовую арену (2023)
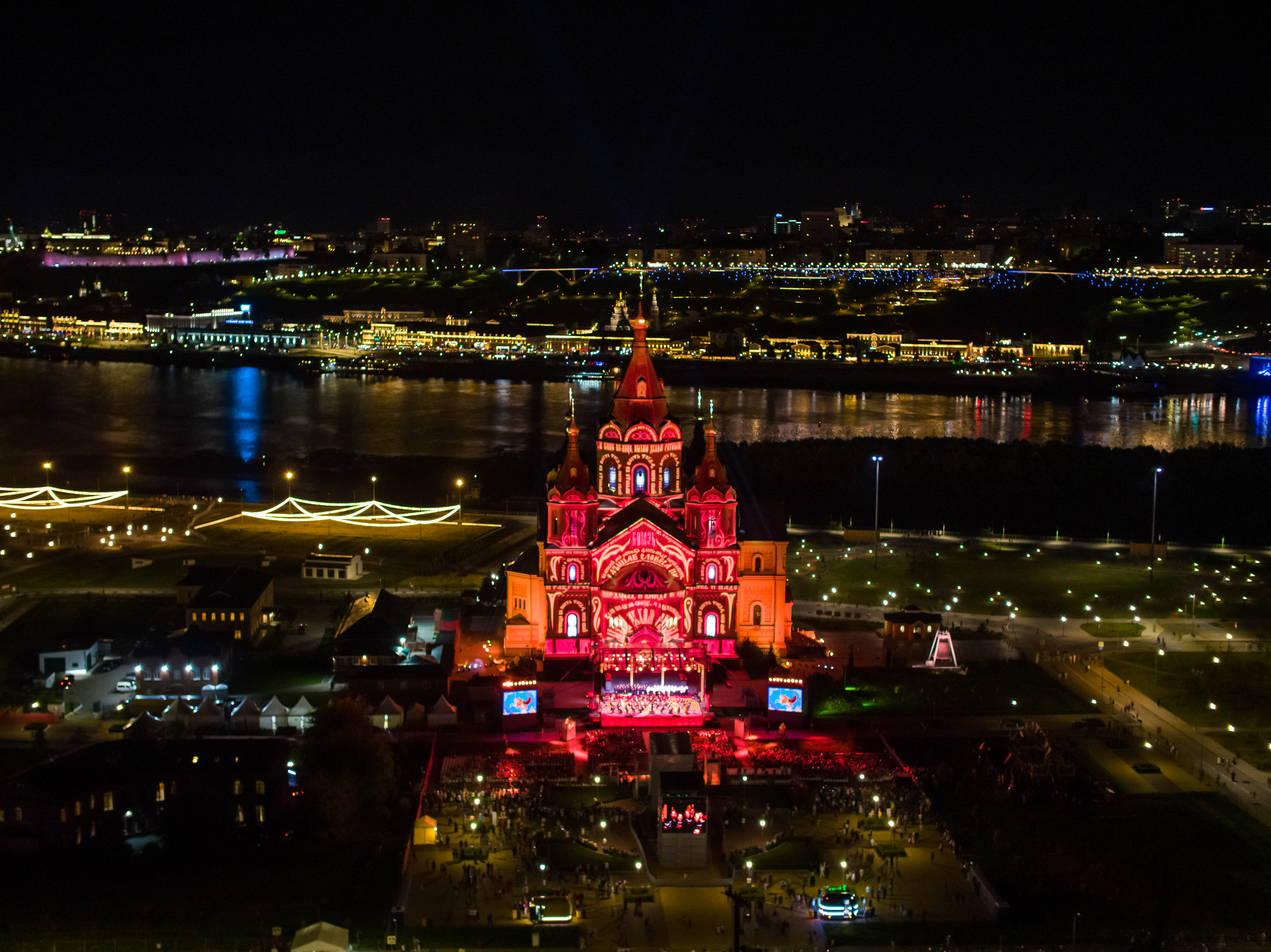
Музыкальный фестиваль «Великая Русь» у собора
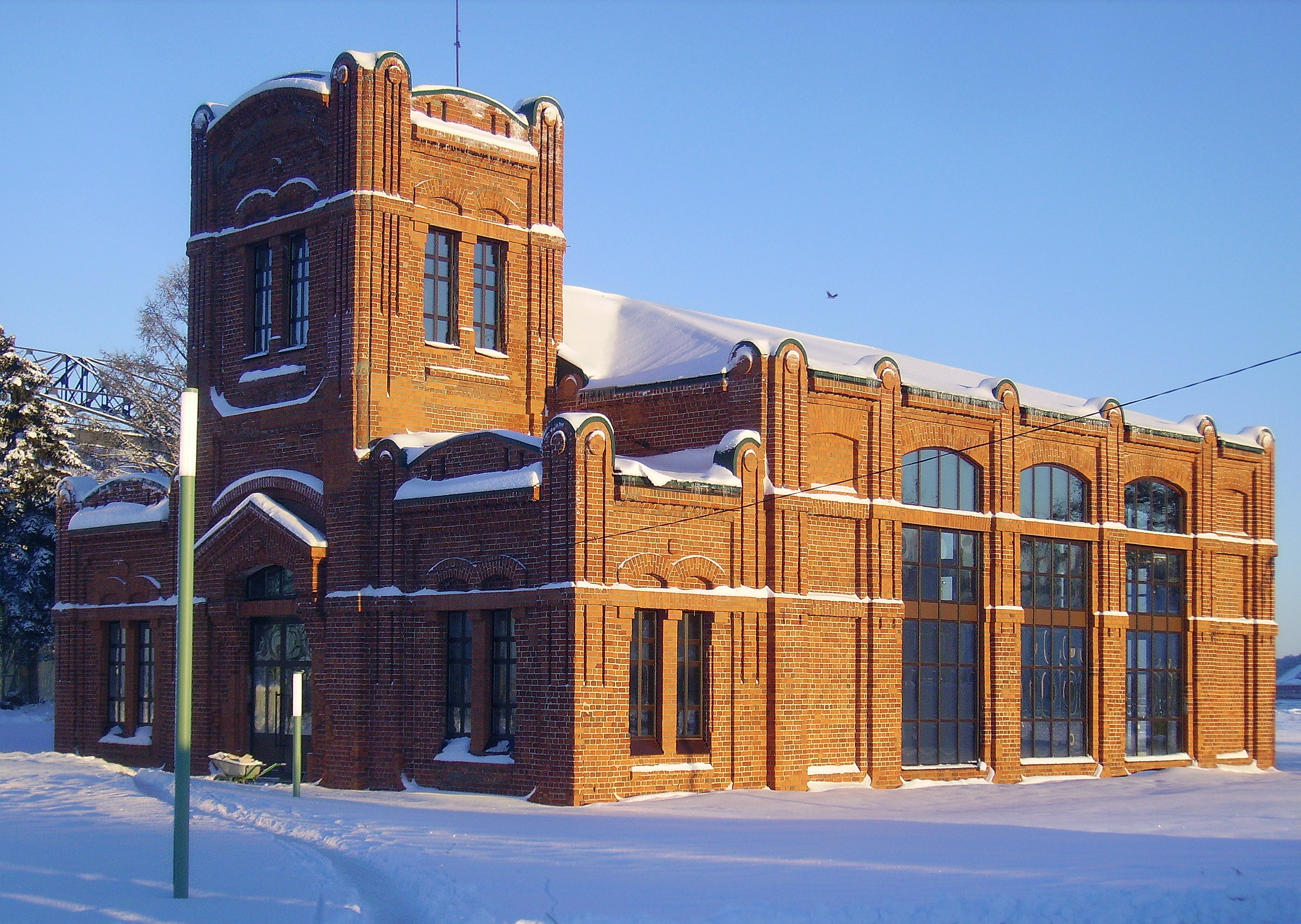
Фильтровальная станция Нижегородской ярмарки
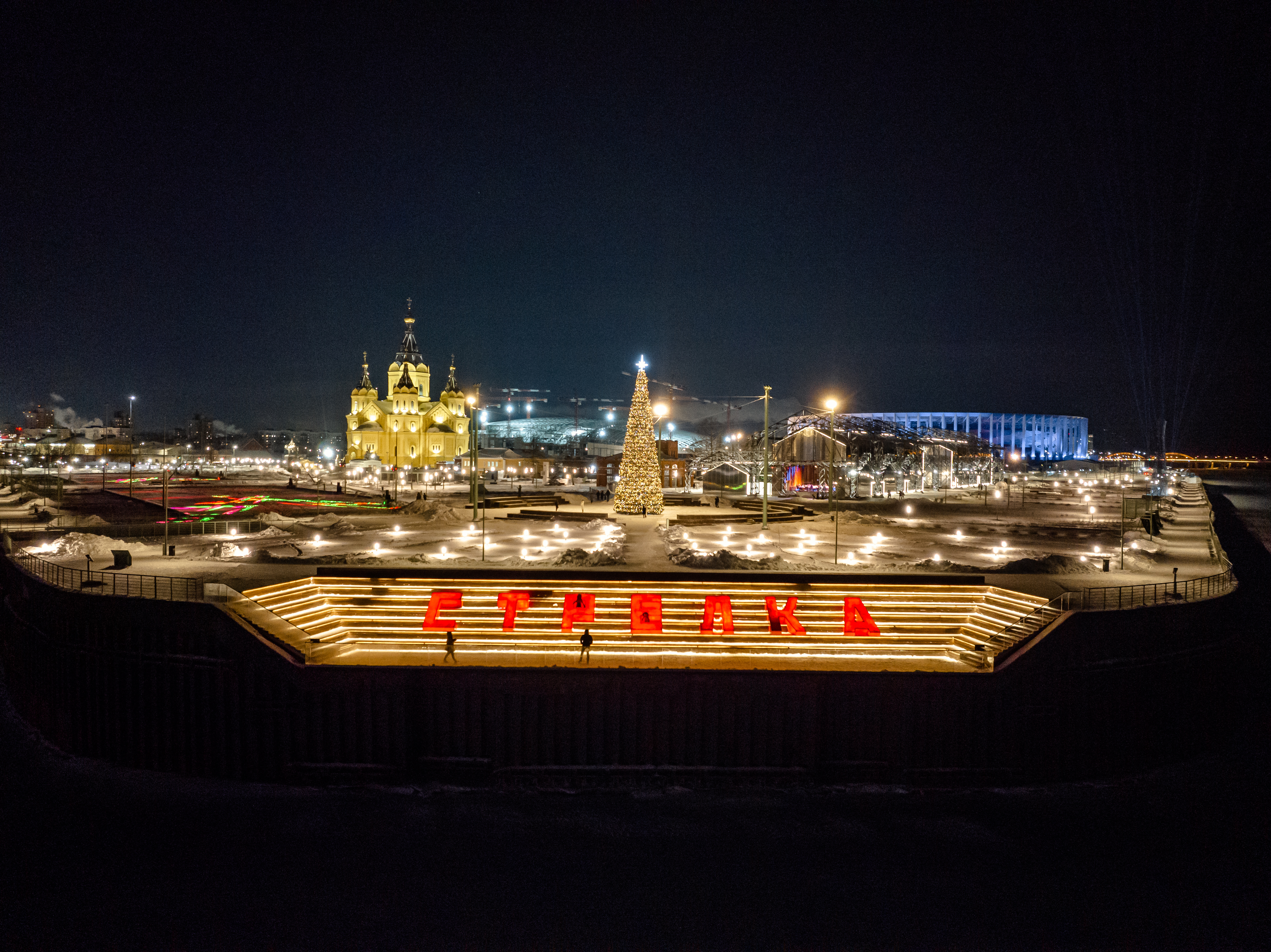
Новогоднее убранство Стрелки
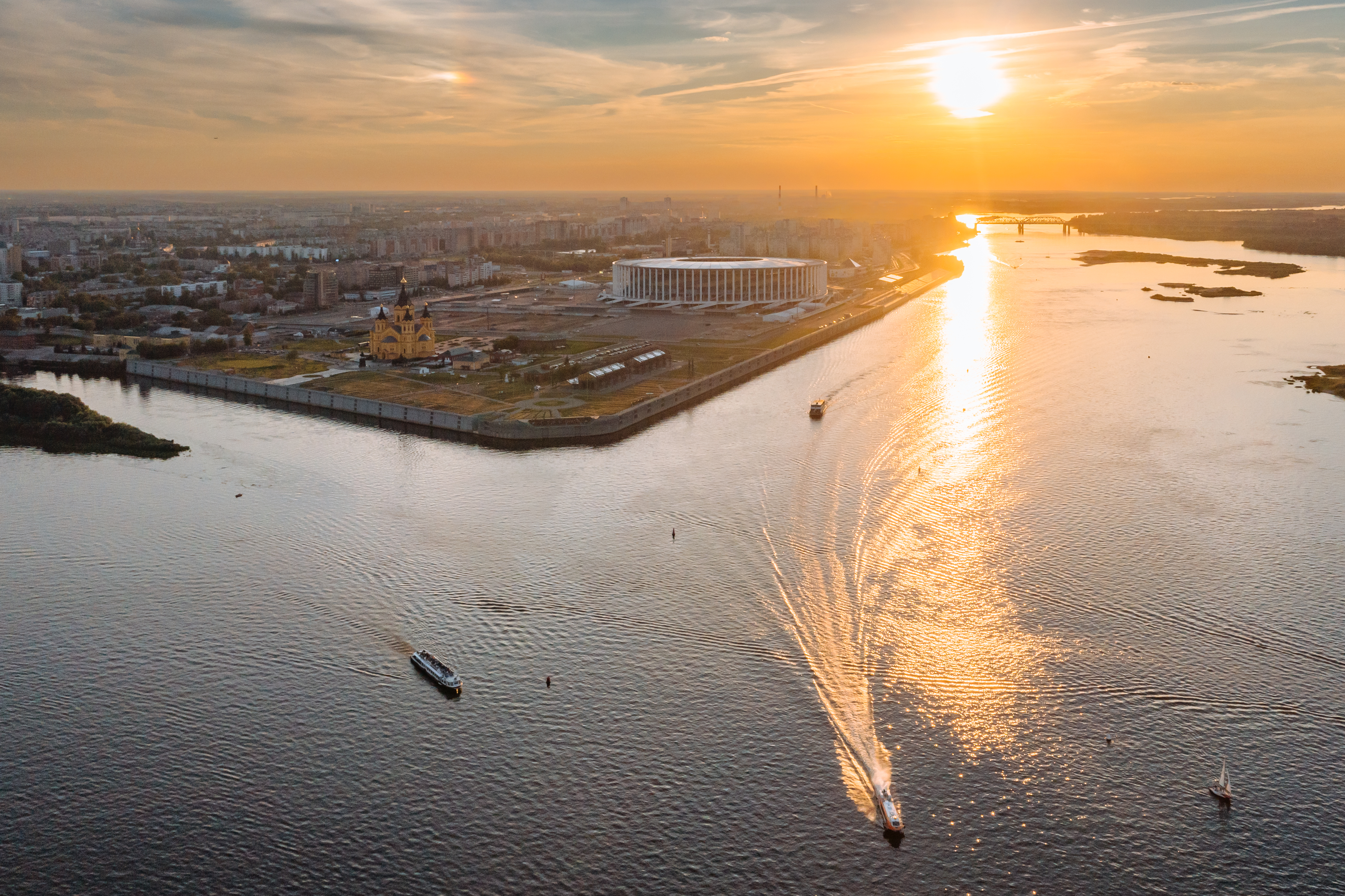
Вид на Стрелку и слияние Оки (слева) и Волги
Пакгаузы Всероссийской выставки 1896 года
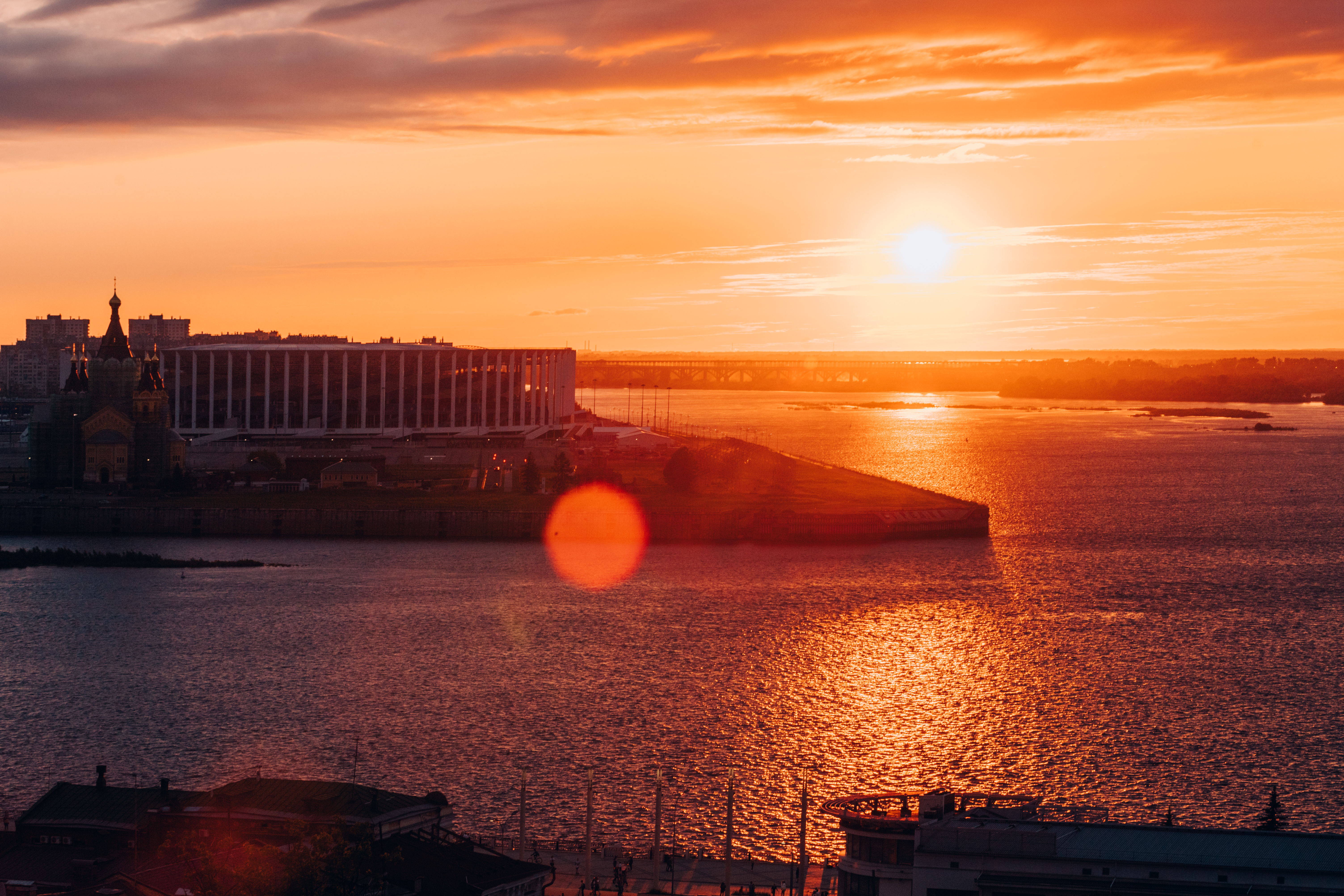
Вид на острый мыс Стрелки на закате
Пакгаузы и копии Шуховских башен на Стрелке
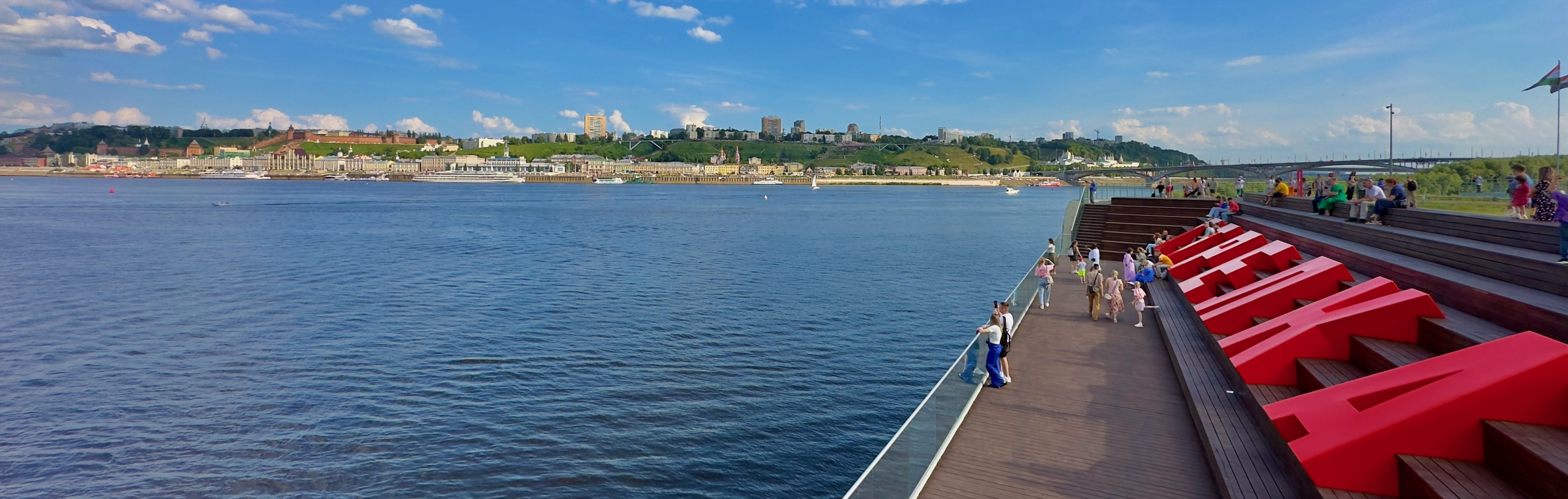
Современная надпись «СТРЕЛКА» повторяет очертания кирпичных букв, появившихся на мысу в 1967 году по инициативе работников порта